# Campeonato Mundial de Laser
El Campeonato Mundial de Laser es la máxima competición internacional de la clase de vela Laser (ILCA 7). Se realiza desde 1974 bajo la organización de la Federación Internacional de Vela (ISAF), a partir de 1999 con un ritmo anual. Este tipo de embarcación es una clase olímpica desde los Juegos Olímpicos de Atlanta 1996.

## Palmarés
| Núm.    | Año  | Sede                               | Oro                            | Plata                           | Bronce                                  |
| ------- | ---- | ---------------------------------- | ------------------------------ | ------------------------------- | --------------------------------------- |
| I       | 1974 | Hamilton ( Bermudas)               | Peter Commette Estados Unidos  | Norman Freeman Estados Unidos   | Chris Boome Estados Unidos              |
| II      | 1976 | Kiel ( RFA)                        | John Bertrand Estados Unidos   | Barry Thom Nueva Zelanda        | Edward Adams Estados Unidos             |
| III     | 1977 | Cabo Frío · ( Brasil)              | John Bertrand Estados Unidos   | Peter Commette Estados Unidos   | Mark Neeleman · Países Bajos            |
| IV      | 1979 | Perth ( Australia)                 | Lasse Hjortnæs Dinamarca       | Peter Conde Australia           | Andrew Menkart Estados Unidos           |
| V       | 1980 | Kingston · ( Canadá)               | Ed Baird Estados Unidos        | José Barcellos Dias · Brasil    | John Cutler Nueva Zelanda               |
| VI      | 1982 | Porto Cervo · ( Italia)            | Terence Neilson · Canadá       | Andrew Roy · Canadá             | Mark Brink Estados Unidos               |
| VII     | 1983 | Gulfport ( Estados Unidos)         | Oscar Paulich · Países Bajos   | Per-Arne Nilsen · Noruega       | Asbjörn Arnkvärn · Suecia               |
| VIII    | 1985 | Halmstad · ( Suecia)               | Lawrence Crispin Reino Unido   | Andreas John RFA                | Benny Andersen Dinamarca                |
| IX      | 1987 | Melbourne ( Australia)             | Stuart Wallace Australia       | Gunni Pedersen Dinamarca        | Peter Tanscheit · Brasil                |
| X       | 1988 | Falmouth ( Reino Unido)            | Glenn Bourke Australia         | Benny Andersen Dinamarca        | Peter Fox Nueva Zelanda                 |
| XI      | 1989 | Århus ( Dinamarca)                 | Glenn Bourke Australia         | Wouter Duetz · Países Bajos     | Scott Ellis Australia                   |
| XII     | 1990 | Newport ( Estados Unidos)          | Glenn Bourke Australia         | Stephen Bourdow Estados Unidos  | Peter Tanscheit · Brasil                |
| XIII    | 1991 | Porto Carras · ( Grecia)           | Peter Tanscheit · Brasil       | Stefan Warkalla · Alemania      | Mladen Makjanić · Croacia               |
| XIV     | 1993 | Takapuna ( Nueva Zelanda)          | Thomas Johanson · Finlandia    | Peter Tanscheit · Brasil        | Robert Scheidt · Brasil                 |
| XV      | 1994 | Wakayama ( Japón)                  | Nikolas Burfoot Nueva Zelanda  | Pascal Lacoste Francia          | Serge Kats · Países Bajos               |
| XVI     | 1995 | Santa Cruz de Tenerife · ( España) | Robert Scheidt · Brasil        | Nikolas Burfoot Nueva Zelanda   | Eivind Melleby · Noruega                |
| XVII    | 1996 | Simon's Town ( Sudáfrica)          | Robert Scheidt · Brasil        | Karl Suneson · Suecia           | Ben Ainslie Reino Unido                 |
| XVIII   | 1997 | Algarrobo · ( Chile)               | Robert Scheidt · Brasil        | Nikolas Burfoot Nueva Zelanda   | Ben Ainslie Reino Unido                 |
| XIX     | 1999 | Melbourne ( Australia)             | Ben Ainslie Reino Unido        | Robert Scheidt · Brasil         | Karl Suneson · Suecia                   |
| XX      | 2000 | Cancún · ( México)                 | Robert Scheidt · Brasil        | Michael Blackburn Australia     | Ben Ainslie Reino Unido                 |
| XXI     | 2001 | Cork ( Irlanda)                    | Robert Scheidt · Brasil        | Gustavo Lima Portugal           | Peer Moberg · Noruega                   |
| XXII    | 2002 | Hyannis ( Estados Unidos)          | Robert Scheidt · Brasil        | Karl Suneson · Suecia           | Paul Goodison Reino Unido               |
| XXIII   | 2003 | Cádiz · ( España)                  | Gustavo Lima Portugal          | Robert Scheidt · Brasil         | Michael Blackburn Australia             |
| XXIV    | 2004 | Bodrum ( Turquía)                  | Robert Scheidt · Brasil        | Mark Mendelblatt Estados Unidos | Michael Blackburn Australia             |
| XXV     | 2005 | Fortaleza · ( Brasil)              | Robert Scheidt · Brasil        | Diego Romero Argentina          | Andrew Murdoch Nueva Zelanda            |
| XXVI    | 2006 | Jeju ( Corea del Sur)              | Michael Blackburn Australia    | Tom Slingsby Australia          | Rasmus Myrgren · Suecia                 |
| XXVII   | 2007 | Cascaes ( Portugal)                | Tom Slingsby Australia         | Andrew Murdoch Nueva Zelanda    | Deniss Karpak Estonia                   |
| XXVIII  | 2008 | Terrigal ( Australia)              | Tom Slingsby Australia         | Julio Alsogaray Argentina       | Javier Hernández Cebrián · España       |
| XXIX    | 2009 | Halifax · ( Canadá)                | Paul Goodison Reino Unido      | Michael Bullot Nueva Zelanda    | Nick Thompson Reino Unido               |
| XXX     | 2010 | Isla Hayling ( Reino Unido)        | Tom Slingsby Australia         | Nick Thompson Reino Unido       | Andrew Murdoch Nueva Zelanda            |
| XXXI    | 2011 | Perth ( Australia)                 | Tom Slingsby Australia         | Nick Thompson Reino Unido       | Andrew Murdoch Nueva Zelanda            |
| XXXII   | 2012 | Boltenhagen · ( Alemania)          | Tom Slingsby Australia         | Tonči Stipanović · Croacia      | Andrew Maloney Nueva Zelanda            |
| XXXIII  | 2013 | Al Mussanah ( Omán)                | Robert Scheidt · Brasil        | Pavlos Kontidis Chipre          | Philipp Buhl · Alemania                 |
| XXXIV   | 2014 | Santander · ( España)              | Nicholas Heiner · Países Bajos | Tom Burton Australia            | Nick Thompson Reino Unido               |
| XXXV    | 2015 | Kingston · ( Canadá)               | Nick Thompson Reino Unido      | Philipp Buhl · Alemania         | Tom Burton Australia                    |
| XXXVI   | 2016 | Nuevo Vallarta · ( México)         | Nick Thompson Reino Unido      | Jean-Baptiste Bernaz Francia    | Rutger van Schaardenburg · Países Bajos |
| XXXVII  | 2017 | Split · ( Croacia)                 | Pavlos Kontidis Chipre         | Tom Burton Australia            | Matthew Wearn Australia                 |
| XXXVIII | 2018 | Aarhus ( Dinamarca)                | Pavlos Kontidis Chipre         | Matthew Wearn Australia         | Philipp Buhl · Alemania                 |
| XXXIX   | 2019 | Sakaiminato ( Japón)               | Tom Burton Australia           | Matthew Wearn Australia         | George Gautrey Nueva Zelanda            |
| XL      | 2020 | Melbourne ( Australia)             | Philipp Buhl · Alemania        | Matthew Wearn Australia         | Tonči Stipanović · Croacia              |
| XLI     | 2021 | Barcelona · ( España)              | Thomas Saunders Nueva Zelanda  | Finn Lynch Irlanda              | Tonči Stipanović · Croacia              |
| XLII    | 2022 | Puerto Vallarta · ( México)        | Jean-Baptiste Bernaz Francia   | Pavlos Kontidis Chipre          | Filip Jurišić · Croacia                 |
| XLIII   | 2023 | La Haya · ( Países Bajos)          | Matthew Wearn Australia        | Michael Beckett Reino Unido     | George Gautrey Nueva Zelanda            |
| XLIV    | 2024 | Adelaida ( Australia)              | Matthew Wearn Australia        | Hermann Tomasgaard · Noruega    | Michael Beckett Reino Unido             |
| XLV     | 2025 | Qingdao ( China)                   | Willem Wiersema · Países Bajos | Pavlos Kontidis Chipre          | Zachary Littlewood Australia            |

1. 1 2 3 4 5 6  Celebrado en el Campeonato Mundial de Vela.

## Medallero histórico
- Actualizado a Qingdao 2025.

| Núm. | País           | Oro | Plata | Bronce | Total |
| ---- | -------------- | --- | ----- | ------ | ----- |
| 1    | Australia      | 13  | 8     | 6      | 27    |
| 2    | Brasil         | 10  | 4     | 3      | 17    |
| 3    | Reino Unido    | 5   | 3     | 7      | 15    |
| 4    | Estados Unidos | 4   | 4     | 4      | 12    |
| 5    | Países Bajos   | 3   | 1     | 3      | 7     |
| 6    | Nueva Zelanda  | 2   | 5     | 8      | 15    |
| 7    | Chipre         | 2   | 3     | 0      | 5     |
| 8    | Alemania       | 1   | 3     | 2      | 6     |
| 9    | Dinamarca      | 1   | 2     | 1      | 4     |
| 10   | Francia        | 1   | 2     | 0      | 3     |
| 11   | Canadá         | 1   | 1     | 0      | 2     |
| 11   | Portugal       | 1   | 1     | 0      | 2     |
| 13   | Finlandia      | 1   | 0     | 0      | 1     |
| 14   | Suecia         | 0   | 2     | 3      | 5     |
| 15   | Noruega        | 0   | 2     | 2      | 4     |
| 16   | Argentina      | 0   | 2     | 0      | 2     |
| 17   | Croacia        | 0   | 1     | 4      | 5     |
| 18   | Irlanda        | 0   | 1     | 0      | 1     |
| 19   | España         | 0   | 0     | 1      | 1     |
| 19   | Estonia        | 0   | 0     | 1      | 1     |
|      | TOTAL          | 45  | 45    | 45     | 135   |